# Michał Szpak
Michał Szpak, poljski pevec, *26. november 1990
Na Evroviziji leta 2016 je predstavljal Poljsko s skladbo »Color Of Your Life«, kjer je v finalu s 229 točkami zasedel osmo mesto. Od žirije je prejel le sedem točk in zasedel zadnje mesto, gledalci pa so ga nagradili z 222 točkami, kar je bil tretji rezultat pri gledalcih.